# Ville-sur-Cousances
Ville-sur-Cousances település Franciaországban, Meuse megyében. Lakosainak száma 139 fő (2022. január 1.). Ville-sur-Cousances Clermont-en-Argonne, Froidos, Julvécourt, Rarécourt és Les Souhesmes-Rampont községekkel határos.

## Népesség
A település népessége az elmúlt években az alábbi módon változott:
| Lakosok száma | 106  | 103  | 100  | 104  | 122  | 132  | 140  | 142  | 141  | 139  |
|               | 1968 | 1982 | 1990 | 2006 | 2013 | 2015 | 2017 | 2019 | 2020 | 2022 |